# Contea di Williams (Dakota del Nord)
La contea di Williams in inglese Williams County è una contea dello Stato del Dakota del Nord, negli Stati Uniti. La popolazione al censimento del 2000 era di 19 761 abitanti. Il capoluogo di contea è Williston.